# Raúl González Tuñón

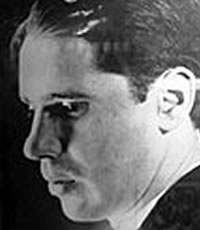
Raúl González Tuñón

Raúl González Tuñón (Buenos Aires, n. 29 martie 1905 la Buenos Aires – 14 august 1974) a fost un poet și jurnalist argentinian.
Lirica sa, inițial influențată de Baudelaire, exprimă la început descoperirea și înțelegerea lumii și vieții.
Mai târziu, în contextul Războiului Civil Spaniol, literatura sa oglindește realitatea socială a epocii.

## Scrieri
- 1926: Vioara diavolului ("El violín del diablo")
- 1928: Miercurea cenușii ("Miércoles de ceniza")
- 1935: Trandafirul blindat ("La rosa blindata")
- 1954: Toți oamenii din lume sunt frați ("Todos los hombres del mundo son hermanos").